# Municipio de Kechi
El municipio de Kechi (en inglés: Kechi Township) es un municipio ubicado en el condado de Sedgwick en el estado estadounidense de Kansas. En el año 2010 tenía una población de 9027 habitantes y una densidad poblacional de 180,33 personas por km².

## Geografía
El municipio de Kechi se encuentra ubicado en las coordenadas 37°47′57″N 97°18′55″O / 37.79917, -97.31528. Según la Oficina del Censo de los Estados Unidos, el municipio tiene una superficie total de 50.06 km², de la cual 49.75 km² corresponden a tierra firme y (0.62%) 0.31 km² es agua.

## Demografía
Según el censo de 2010, había 9027 personas residiendo en el municipio de Kechi. La densidad de población era de 180,33 hab./km². De los 9027 habitantes, el municipio de Kechi estaba compuesto por el 86.09% blancos, el 4.39% eran afroamericanos, el 1.25% eran amerindios, el 1.35% eran asiáticos, el 0.03% eran isleños del Pacífico, el 2.76% eran de otras razas y el 4.13% pertenecían a dos o más razas. Del total de la población el 8.11% eran hispanos o latinos de cualquier raza.